# Еолска острва
Еолска или Липарска острва су вулкански архипелаг у Тиренском мору северно од Сицилије. Архилепаг се састоји од 7 већих и 10 мањих оства, укупне површине 115 km². Највеће острво је Липари по коме се цели архипелаг често назива Липарска острва. Острва су популарна туристичка дестинација и на њих долази 200.000 посетиоца годишње.

## Острва
- Липари
- Стромболи,
- Вулкано,
- Салина,
- Филикуди,
- Аликуди и
- Панареа.

Сва острва су вулканскога порекла. Стромболи је до данашњега времена активан вулкан. Стромболи је данас једини активни вулкан у Европи поред Етне. На острвима Липари и Вулкано постоје фумароле. Град Липари има 11.000 становника. Салина је друго острво по површини. Има 2.300 становника. Укупно на Еолским острвима има 29.500 становника.

## Историја
Према легенди Еолска острва су колонизована након тројанскога рата.
Липаре су населили грчки досељеници са Книда 580. п. н. е. под командом Пентатлона и населили су се на месту данашњега насеља Кастело. Острво су именовали по грчком богу ветрова Еолу, који је по митологији обитавао на Липарима. Ван Липара на друму за некрополис откривено је светилиште Деметре и Персефоне. Крај острва се одиграла битка код Липара 260. п. н. е. између Рима и Картагине.
Липари су једно време били седиште епископа и на Липарима се налазиле мошти светога апостола Вартоломеја. У 9. веку Арапи су заузели Сицилију, а Сарацени су харали као пирати Тиренским морем, тако да су 839. поклали становништво. Мошти светога Вартоломеја су премештене у Беневенто. Нормани су од Арапа преотели подручје од 1060. до 1090, па су пооново населили пусте Липаре. Липари су и даље били на удару пирата. Липари су прелазили под Хоенштауфовце, па под Анжујце. После њих под Арагонце, чији краљеви су постали шпански краљеви.
Шпанија је 1544. прогласила рат Француској, а француски краљ Франсоа I је тражио отоманскога султана Сулејмана Величанственога за помоћ. Султан је послао флоту под командом Каир ад Дина (познатог као Хајрудин Барбароса). Отоманска флота је победила Шпанце и успела је да заузме Напуљ. Током битке Липарска острва су остала без становништва. Каснијим досељавањима из Италије, Сицилије и Шпаније поново су успостављена насеља на архипелагу.
За веме фашизма на Липарима је био кажњенички логор политичких депортоваца, међу којима се 1941—1943. налазио и велики број југословена из Истре, Горице, Трста, Словеније и Хрватске. На Липарима је 1934—1941. био организован и усташки табор, у којем су усташе припремане за свју злочиначку улогу у НДХ.
Еолска острва су на Унесковој листи светске баштине.